# 交響曲第1番 (ベンジャミン)
交響曲第1番 作品45は、アーサー・ベンジャミンによって作曲された最初の交響曲。

## 楽章構成
- 第1楽章　Largo
- 第2楽章　Scherzo
- 第3楽章　Adagio appassionato
- 第4楽章　Introduzione ed Allegro alla marcia

## 演奏時間
約37分。